# アニメ・フェスティバル・アジア
アニメ・フェスティバル・アジア（Anime Festival Asia, AFA）は、メイン会場のシンガポールをはじめとして東南アジア地域複数か所で開催される一連のアニメイベントである。
主催はシンガポールに拠点を置く企業 SOZO Pte. Ltd.。
メインとなるシンガポールでは11月の中旬の、週末にあわせて開催される。例年サンテック・シンガポール国際会議展示場がメイン会場となるが、2012年はサンテック・シンガポール国際会議展示場の改装に伴いシンガポール・エクスポ・マックス・パビリオンで開催される運びとなった。また2012年にはサテライト会場としてマレーシアのプトラ・ワールド・トレード・センター（Putra World Trade Centre）、インドネシアのジャカルタ・インターナショナル・エクスポ（Jakarta International Expo）でもイベントが催された。
またAFAはイベントに併せてアニメ、漫画産業をテーマとしたビジネス会議を開催しており、2009年のアニメーション・アジア・カンファレンス（Animation Asia Conference）以来の恒例となっている。
AFAは日本国外で行われる最大級のアニメイベントと銘打たれており、2014年には14万5000人の来場者数を記録した。
2017年に、日本で開催されているキャラクターとホビーの総合展示会「C3」（旧 キャラホビ C3×HOBBY）と統合し、イベント名称をC3 AFAへ変更した。
C3 AFAはこれまで開催してきたシンガポール、バンコク、ジャカルタに加え、C3の開催地である東京（千葉市・幕張メッセ）および香港でも開催された。なお、2020年以降は再びAFAの名称で開催されている。

## 歴史
| 日程               | 開催地                                                                    | ゲスト |
| ------------------ | ------------------------------------------------------------------------- | --- |
| 2008年11月22–23日  | サンテック・シンガポール国際会議展示場 シンガポール                       | 大河原邦男、森本晃司、May'n、水木一郎 |
| 2009年11月21–22日  | サンテック・シンガポール国際会議展示場 シンガポール                       | 初音ミク、水木一郎、May'n、中川翔子、福山芳樹、KANAME ☆、ダニー・チュー |
| 2010年11月12–14日  | サンテック・シンガポール国際会議展示場 シンガポール                       | Aira、Alodia Gosiengfiao、KANAME ☆、花澤香菜、angela、水木一郎、JAM Project、May'n、SCANDAL |
| 2011年11月11–13日  | サンテック・シンガポール国際会議展示場 シンガポール                       | ダニー・チュー、初音ミク、水木一郎、FLOW、LiSA、Sea☆A、May'n、Angela、Kalafina、いとうかなこ、斎藤千和、中西豪、KANAME☆、三森すずこ、徳井青空、佐々木未来、橘田いずみ、USAGI |
| 2012年6月9–10日    | プトラ・ワールド・トレード・センター マレーシア、クアラルンプール         | Kalafina、黒崎真音、愛美、FLOW、KOTOKO、Sea☆A、石川光久、石井朋彦、ダニー・チュー、Kaname☆、Tasha、Miyuko |
| 2012年9月1–2日     | ジャカルタ・インターナショナル・エクスポ インドネシア、ジャカルタ         | 7!!、bless4、水木一郎、LiSA、Angela、Kotoko、Sea☆A、ステレオポニー、ダニー・チュー、Kaname☆、Akatsuki Tsubasa |
| 2012年11月9–11日   | シンガポール・エクスポ・マックス・パビリオン シンガポール                 | FLOW、fripSide、May'n、Sea☆A、スフィア、T.M. Revolution、渡辺信一郎、中西豪、KANAME☆、Singi、ダニー・チュー、岸尾だいすけ、西原史顕、神山健治、八王子P、Akatsuki Tsukasa、Judy、Hiko、Mikoto、Reika |
| 2013年9月6–8日     | ジャカルタ・コンベンション・センター インドネシア、ジャカルタ             | 一日目：新田恵海、平野綾、藍井エイル、May'n、BABYMETAL、fripSide（南條愛乃、八木沼悟志）、Kalafina 二日目：T.M. Revolution、ダニー・チュー ゲストコスプレイヤー：Angie、Clive、Kaname、Reika、Richfield、Ying Tze |
| 2013年11月8–10日   | サンテック・シンガポール国際会議展示場 シンガポール                       | ダニー・チュー、木村良平、逢坂良太、水樹奈々、May'n、T.M. Revolution、Lisa、藍井エイル、Angela、ELISA、虚淵玄、山本幸治、柏田真一郎、伊藤智彦、石川由依、荒木哲郎、浅野恭司、和田丈嗣、中武哲也μ's（新田恵海、三森すずこ、徳井青空の三名）、ミルキィホームズ |
| 2014年8月15–17日   | ジャカルタ・コンベンション・センター インドネシア、ジャカルタ             | 業界：伊藤かな恵、柏田真一郎、いしづかあつこ、田中翔、神崎紫電、黒崎泰隆、小倉充俊 アーティスト：EGOIST、藍井エイル、GARNiDELiA、八王子P、DJ和、春奈るな、T.M. Revolution コスプレイヤー：Angie、Aza Miyuko、Hana&Baozi、King、Kisaki Urumi、Mon、pinky Lu Xun、richfield、Ying Tze、Yuegene |
| 2014年12月5–7日    | サンテック・シンガポール国際会議展示場 シンガポール                       | MC：ダニー・チュー、吉田尚記、Reiko、Ferlyn Yoshimi 業界：今井麻美、岩上敦宏、いしづかあつこ、大橋彩香、川澄綾子、田所あずさ、赤尾でこ、柿澤勇人、金元寿子、イトヲカシ、橘田いずみ、花田十輝、タムラコータロー、津田健次郎、沼倉愛美、天野直樹、Revo、新井里美、柏田真一郎、田中翔、徳井青空、三森すずこ、河西智美、松岡禎丞、原由実 アーティスト 1日目：angela、喜多村英梨、DJ和、堀江由衣 2日目：fripSide（南條愛乃、八木沼悟志）、THE IDOLM@STER（沼倉愛美、今井麻美、原由実、大橋彩香、田所あずさ）、LiSA、やなぎなぎ 3日目：藍井エイル、FLOW、GARNiDELiA、May’n、ROOT FIVE コスプレイヤー：Angie、Clive、Hana & Baozi、Hyko、Kazumi Noomi、Mon、Yingtze、他 |
| 2015年4月30–5月3日 | バンコク国際貿易展示場 タイ、バンコク                                     | MC：ダニー・チュー 業界：あおきえい、他 アーティスト：angela、藍井エイル、FLOW、fripSide、Kalafina、DJ和、May’n |
| 2015年9月25–27日   | ジャカルタ・コンベンション・センター インドネシア、ジャカルタ             | FLOW、fripSide、GARNiDELiA、DJ和、LiSA、motsu×DJ KAYA、nano、やなぎなぎ |
| 2015年11月27–29日  | サンテック・シンガポール国際会議展示場 シンガポール                       | アーティスト：Stand-Up!Hearts I Love Anisong 1日目:Aimer、BACK-ON、bless4、HoneyWorks/CHiCO with HoneyWorks、ZAQ 2日目(P'sLIVE!):竹達彩奈、内田真礼、三森すずこ、MICHI、三上枝織、花守ゆみり、遠藤ゆりか 3日目:GARNiDELiA、Lia、May'n、小林未郁featuring島口哲朗（ 剱伎衆かむゐ）、nano コスプレイヤー：Baozi&Hana、Ely、Liui、Sansin、Tomia、YingTze、Siutao、御伽ねこむ、KANAE☆、JUN&NERU、angie |
| 2016年8月19 – 21日 | ROYAL PARAGON HALL,5th FLOOR, SIAM PARAGON SHOPPING CENTER タイ、バンコク | [ 24 ] |
| 2016年9月16 –18日  | ジャカルタ・インターナショナルEXPO インドネシア、ジャカルタ               | [ 25 ] |
| 2016年11月25–27日  | サンテック・シンガポール国際会議展示場 シンガポール                       | イケてるハーツ |

### 2008
シンガポールのサンテック・コンベンション・ホールにて初開催。STUDIO 4℃のアニメ監督の森本晃司、ガンダムシリーズのメカニックデザインを担当した大河原邦男を招いてトークイベントを開催。水木一郎に、さらには海外では初のパフォーマンスとなるMay'nも参加し会場を沸かせた。

### 2009

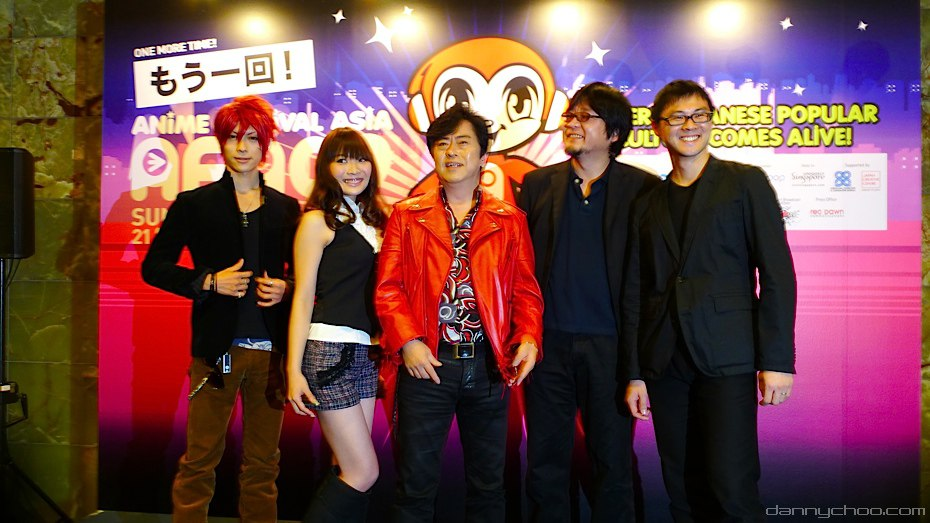
右からKANAME☆、May'n、水木一郎、細田守、ダニー・チュー

ダニー・チューとKANAME☆を招請。「もえもえきゅんメイド・カフェ」（Moe Moe Kyun Maid Cafe）がオープン。
一日目に中川翔子と水木一郎が、二日目は福山芳樹とMay'nがデュエットを行った。初音ミクが自身初となる海外ソロライブを敢行。
初めてリージョナル・コスプレ大会（Regional Cosplay Championship）が開催される。シンガポール、マレーシア、タイ、インドネシア、フィリピン出身の参加者たちが二人一組になってチャンピオンの座を競った。
けいおん!の4人の声優が招かれ、アニメで放映されたいくつかのシーンにあわせて生アフレコが行われた。

### 2010
Aira、アローディア・ゴシエングフィアオ、KANAME☆がコスプレ審査員として招かれる。
声優の花澤香菜、ミルキィホームズがイベントに招かれる。
執事カフェ「アトリエ・ロイヤル」（Atelier Royale）が注目を集める。
AKB48、Angela、水木一郎, JAM Project, May'n, SCANDALが招かれる。
劇場版 機動戦士ガンダム00 -A wakening of the Trailblazer-、涼宮ハルヒの消失がDVD、Blu-rayの発売に先行して上映される。

### 2011
二日目に歌手の水木一郎、FLOW、LiSA、Sea☆Aが出演。May'n、Angela、Kalafina、いとうかなこ、ミルキィホームズが三日目に出演した。
初日には日本国外では初めてとなる初音ミクのライブパーティーが行われた。
斎藤千和、中西豪、ダニー・チュー、KANAME☆、USAGIがスペシャルゲストとして招かれる。
機動戦士ガンダムUCの4話が日本での公開日にあわせて上映された。

### 2012
初めて複数会場での開催となった。6月にマレーシア、9月にインドネシア、そして11月にシンガポールで開催され、全てのイベントでダニー・チョーが司会を務めた。さらには三つのイベントの全てでメイドカフェ及び執事カフェがオープンした。
マレーシアでは6月9–10日にクアラルンプールのプトラ・ワールド・トレード・センターで開催された。
Kalafina、黒崎真音、愛美が初日に、FLOW、KOTOKO、Sea☆Aが二日目にパフォーマンスを行った。
Production I.Gの石川光久と石井朋彦、そしてダニー・チュー、Kaname☆、そしてスペシャルゲストとして韓国からTashaとMiyukoが招かれた。
インドネシアでは9月1–2日、ジャカルタ・インターナショナル・エクスポで開催された。初日には水木一郎、bless4、7!!、LiSAが、二日目にはAngela、KOTOKO、Sea☆A、ステレオポニーがパフォーマンスを行った。
シンガポールでは11月9–11日にシンガポール・エクスポ・マックス・パビリオンで開催された。西原史顕、中西豪、神山健治、渡辺信一郎、八王子Pがスペシャルゲストとして招かれた。
声優の岸尾だいすけとスフィアが招かれた。
KANAME☆、Akatsuki Tsukasa、Judy、Hiko、Mikoto、Reikaがコスプレイヤーとして招かれた。一方でCliveとRichfieldがコスプレコンテストの審査員として招かれた。日本のチーム・シコン（Team Shikon）、そしてインドネシアからルナ・アスタリスクがスペシャル・コスプレ・パフォーマンスを行った。
初日にはT.M. Revolution、二日目にはBABYMETAL、FLOW、fripSide、LiSA、m.o.v.eが、三日目にはMay'n、栗林みな実、Sea☆A、スフィアがパフォーマンスを行った。
ROAD TO NINJA -NARUTO THE MOVIE-、劇場版 FAIRY TAIL 鳳凰の巫女、劇場版 魔法少女まどか☆マギカが上映された。

### 2013
ジャカルタ、シンガポールでの開催。テーマソングはヴァレリー（元Sea*a）の歌うOrigami。

### 2014
ジャカルタ、シンガポールでの開催。fripSideは2012年以来二度目のシンガポール開催参加となった。展示はサンテック・シンガポール国際会議展示場の4階全域にまたがり過去最大規模のイベントとなった。新マスコットのSeikaが紹介された。

### 2015
ジャカルタ、シンガポールに加え、バンコクでも開催された。タイでの初開催となった。

### 2016
バンコク、ジャカルタ、シンガポールで開催。

### 2017
「C3」と統合し、「C3 AFA」の名称でバンコク、ジャカルタ、東京(千葉)、シンガポールで開催。

### 2018
「C3AFA」の名称で香港、ジャカルタ、シンガポールで開催。